# Signes Äppelträd

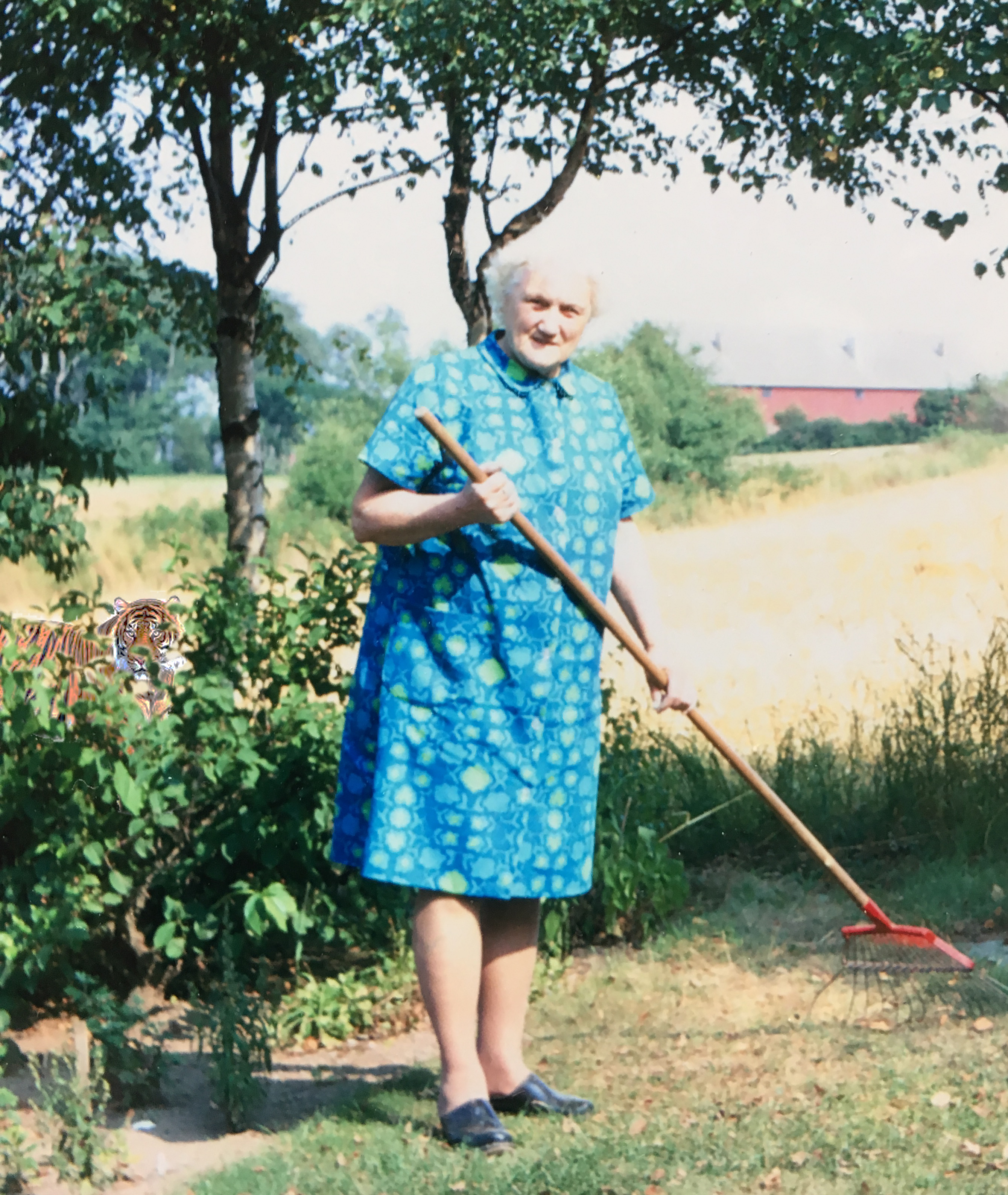
Bild på den riktiga Signe som påtar i trädgården hemma i Döshult.

Signes Äppelträd är en barnbok skriven av Daniel Karlsson, med illustrationer av Katarina Vintrafors. Boken gavs ut 2017 av förlaget Whip Media.

## Handling
Den handlar om en pojke som heter Daniel och hans granne, tant Signe. Hon berättar att en tiger har flyttat in i hennes äppelträd men Daniel tror henne inte. Det visar sig dock vara sant och en idyllisk vänskap tar form.

## Inspiration
Signes Äppelträd är Karlsson fjärde barnbok och är inspirerad av hans egen uppväxt i Döshult utanför Helsingborg. Hans närmaste granne var en äldre änka som hette Signe och han gick ofta dit och lekte och lyssnade på hennes berättelser.